# Mount Gibbo
Mount Gibbo är ett berg i Australien. Det ligger i regionen Towong och delstaten Victoria, omkring 300 kilometer nordost om delstatshuvudstaden Melbourne. Toppen på Mount Gibbo är 1 757 meter över havet, eller 511 meter över den omgivande terrängen. Bredden vid basen är 20,2 km.
Trakten runt Mount Gibbo är nära nog obefolkad, med mindre än två invånare per kvadratkilometer.. Det finns inga samhällen i närheten. 
I omgivningarna runt Mount Gibbo växer i huvudsak städsegrön lövskog. Genomsnittlig årsnederbörd är 1 182 millimeter. Den regnigaste månaden är mars, med i genomsnitt 151 mm nederbörd, och den torraste är juli, med 66 mm nederbörd.